# Жагуариуна
Жагуариуна (порт. Jaguariúna)  —  муниципалитет в Бразилии, входит в штат Сан-Паулу. Составная часть мезорегиона Кампинас. Находится в составе крупной городской агломерации Агломерация Кампинас. Входит в экономико-статистический  микрорегион Кампинас. Население составляет 34 779 человек на 2006 год. Занимает площадь 142,437 км². Плотность населения — 244,2 чел./км².
Праздник города —  12 сентября.

## Статистика
- Валовой внутренний продукт на 2005 составляет 3.045.284.000,00 реалов (данные: Бразильский институт географии и статистики).
- Валовой внутренний продукт на душу населения на 2004 составляет 112.308,65 реалов (данные: Бразильский институт географии и статистики).
- Индекс развития человеческого потенциала на 2000 составляет 0,829 (данные: Программа развития ООН).

## География
Климат местности: горный тропический. В соответствии с классификацией Кёппена, климат относится к категории Cfa.